# Хазарский поход Владимира Святославича
Поход Влади́мира на Хаза́рию — война киевского князя Владимира Святославича с хазарами в 985 (или 986) году. Поход не упомянут в «Повести временных лет», но о нём известно из другого раннего древнерусского источника — «Памяти и похвалы» Иакова Мниха. Хазары были побеждены и обложены данью, однако Руси не удалось закрепиться на Нижней Волге. Вскоре Хазария была завоёвана эмиром Северного Хорезма Мамуном ибн Мухаммедом и с этого времени перестала упоминаться в источниках как государство.

## Предыстория
Хазарский каганат был разгромлен в результате похода киевского князя Святослава Игоревича в 960-х годах. Он лишился самостоятельности и больше не представлял военной опасности для своих соседей. К Руси перешли хазарские владения в Подонье и на Тамани, однако удержание контроля над хазарской столицей в устье Волги, а вместе с ней и волжским торговым путём оказалось более сложной задачей из-за вмешательства соседних стран. В Среднем Поволжье ведущей силой и объективным соперником Руси стала освободившаяся от хазарской зависимости Волжская Булгария. Нижневолжская степь, включая, вероятно, и западный берег Волги, после падения Хазарии перешла к кочевникам огузам (в русской летописи были известны под именем торков). Их отношения с Русью были дружественными. Свою власть в регионе стремились утвердить и соседние мусульманские государства: со стороны Кавказа — Ширван, со стороны Средней Азии — Хорезм. Последний издавна имел тесные торговые и культурные связи как с Булгарией, так и с Хазарией. Ход борьбы за «хазарское наследство» во 2-й половине X века приблизительно восстанавливается благодаря нескольким коротким известиям, сохранившимся в арабских источниках.
Русские дружины, по-видимому, оставались в Итиле около десяти лет. Об их статусе по отношению к Киеву нельзя сказать ничего определённого. Одинаково вероятными могут быть три объяснения. Они либо подчинялись Киеву, либо представляли собой вольные отряды, отпущенные киевскими князьями после войн с Византией, либо были наёмниками, которые давно жили в Итиле и до войны служили в армии хазарского царя. Последние две трактовки подразумевают, что русы стремились создать собственное государство, заключив договор с жителями, подобно тому, как это было двумя десятилетиями раньше, при походе на закавказский город Бердаа. Местное население и хазарский царь покинули город, укрывшись на островах Каспийского моря и Мангышлаке. Около 981 года правитель Ширвана ширваншах Мухаммад ибн Ахмад ал-Йазиди оказал хазарам военную помощь, и они смогли вернуться. Вскоре после этого хазары подверглись нападению «турок» (огузов?) и обратились в Хорезм, который согласился помочь, но выдвинул условие, чтобы бо́льшая часть хазар перешла из иудаизма в ислам. После того, как помощь была оказана, ислам вынужден был принять и хазарский царь.
На Руси в 970-е годы шла война между детьми Святослава, за время которой многие земли отложились от центральной власти. Утвердившись в Киеве в 978 году, Владимир предпринял серию походов на окраины Древнерусского государства: на лендзян и хорватов (ок. 979 или 981), вятичей (981 и 982), ятвягов (983) и радимичей (984). Под 985 годом «Повесть временных лет» сообщает о его походе на Волжскую Булгарию. В этом походе огузы (торки) выступили союзниками Руси. Их войско двигалось по суше, в то время как русское войско, возглавляемое Владимиром и его дядей Добрыней, плыло на ладьях. Над булгарами была одержана победа, и стороны заключили равноправный договор, не предполагавший уплату дани. В летописи это обстоятельство передано следующей фразой, вложенной в уста Добрыни: «Все они в сапогах. Этим дани нам не платить — пойдём, поищем себе лапотников».

## Сведения о походе
«Память и похвала русскому князю Владимиру» — произведение XI века, написанное монахом Иаковом Мнихом. Считается, что оно восходит к прижизненному сочинению о Владимире и сохраняет более древнюю версию его биографии. В этом источнике перечисляются народы, побеждённые Владимиром, и среди них последними упоминаются булгары и хазары.

Когда князь Владимир добрые дела совершал, то Божья благодать освещала сердце его и рука Господня помогала ему, и побеждал всех врагов своих, и боялись его все. На кого шёл, одолевал: […] и серебряных болгар победил; и хазар, пойдя на них, победил и дань на них положил.
Оригинальный текст (ст.-слав.)Такоже пребывающу князю Володимеру въ добрыхъ дѣлехъ, благодать Божия просвѣщаше сердце его и рука Господня помогаше ему, и побѣжаше вся врагы своя, и бояхутся его вси. Идѣже идяше, одолѣваше: [...] и сребреныя болгары побѣди, и на козары шедъ, побѣди я и дань на них положи.

С этим известием перекликается сообщение арабского географа Шамс ад-Дина ал-Мукаддаси. В его сочинении «Наилучшее распределение для познания климатов» («Ахсан ал-такасим фи ма’рифат ал-акалим»), законченном в 985/986 году (или по др. данным, в 988/989 году), сообщается следующее:

Я слышал, что ал-Ма’мун напал на них [хазар] из ал-Джурджании, покорил его (царя Итила), и призвал его к исламу. Ещё потом я слышал, что войско из ар-Рум, которое называют ар-Рус, напало на них и овладело их страной. […] Иудеи играли там главную роль и некоторые из них приняли ислам.

Сообщения не датированы. Из сопоставления с другими событиями естественным является предположение, что поход на хазар был либо продолжением похода на булгар, либо состоялся в следующем году. Эмир Мамун (ум. 997) правил в Ургенче (Джурджане) — Северном Хорезме.

## Дальнейшие события
Реальность похода и его успешность косвенно подтверждаются событиями последующих лет. Под 986 годом в «Повести временных лет» говорится о «выборе вер» Владимиром. В Киев прибыли булгары и «хазарские евреи», предлагавшие князю перейти, соответственно, в ислам и иудаизм. У хазарских послов Владимир спросил, где находится их земля, и те вынуждены были признаться, что своей земли у них нет. В следующем году к булгарам Владимир направил ответное посольство, а согласно восточным источникам, послы Владимира даже посещали Хорезм. В 987 году за помощью к русам обратился эмир Дербента Маймун бен Ахмад, враждовавший с Ширваном и заточённый местной знатью в своей собственной резиденции. Восемнадцать русских кораблей подошли к городу, освободили эмира и отправились грабить Ширван. Русы оставались на службе до 989 года, когда вспыхнувшие народные волнения вынудили дербентского правителя их прогнать. Очевидно хазарская столица вновь вернулась под русский контроль, поскольку быстро войти в Каспий и поддерживать контакт с эмиром можно было только из Итиля. Тем не менее, вскоре контроль был утрачен и на этот раз окончательно. В другом месте своего сочинения ал-Мукаддаси ещё раз упоминает Хазарию и Хорезм. Понимание этой фразы зависит от вариантов перевода. Обычно её переводят в незаконченном времени:

Городами Хазарии иногда завладевает правитель Джурджании.

Исследователи, использовавшие этот перевод, делают вывод, что в конце 980-х годов эмир ал-Мамун (с 995 года объединил Северный и Южный Хорезм, став хорезмшахом) повторно завоевал Хазарию и с определёнными трудностями удерживал над ней власть.
В другом варианте перевода фраза имеет вид:

Что касается городов ал-Хазар, то на них напал владетель Джурджании.

Как бы то ни было, хазарская государственность с этого момента в источниках больше не упоминается. Последнее датированное известие о Хазарии относится к 1030-м годам. Ал-Бируни, при описании Каспийского моря вскользь упоминает, что город Итиль лежит в руинах и на его месте сейчас находится земля огузов:

Таково же море Джурджана, которое действительно является морем ал-Хазар. Их разрушенный город находится близ впадения в него на севере реки Итил. Здесь на севере — земля гузов, а на востоке — земля Джурджана, а известно это море по порту Абаскун.

Для Древнерусского государства удержать завоевания Святослава и Владимира на Нижней Волге было невозможно из-за существования Волжской Булгарии. К тому же в 1-й половине XI века волжский торговый путь утратил своё значение и практически перестал функционировать из-за истощения месторождений серебра в восточных провинциях Арабского халифата. В древнерусских источниках домонгольского периода нет практически никаких конкретных сведений о Нижнем Поволжье, что свидетельствует об отсутствии прямых связей с данным регионом. Каспийское море именовалось на Руси «Хвалынским» — то есть Хорезмийским.

## Историография
Известие о хазарском походе Владимира введено в научный оборот в середине XIX века, когда митрополит Макарий (Булгаков) впервые опубликовал «Память и похвалу» Иакова Мниха. Связь похода с событиями в Хорезме и Хазарии рассмотрена советскими историками С. П. Толстовым и М. И. Артамоновым. Вопрос о падении Хазарии специально анализировался востоковедами Т. М. Калининой, А. П. Новосельцевым и И. Г. Коноваловой, выполнившими критические переводы всех текстов. Важные уточнения внесены в датировки произведений и событий. В реконструкции некоторых событий, в том числе в оценке реальности похода, исследователи пришли к разным выводам. Последней по времени работой, где специально затрагивается вопрос о походе, является монография Н. И. Милютенко, посвящённая Владимиру и крещению Руси. Исследовательница считает поход на хазар историческим и отмечает, что хронология восточных источников «идеально ложится на рассказ „Памяти и Похвалы“».
Сомнения в реальности похода связаны с критикой источников. Точка зрения о древнем происхождении «Памяти и похвалы» хотя и разделяется большинством исследователей со времён А. А. Шахматова, не является безоговорочной. Существует точка зрения, что сочинение или, по крайней мере, некоторые его части, вторичны по отношению к летописи. Относительно рассказа ал-Мукаддаси среди исследователей существует мнение, что он составлен с нарушением хронологии, то есть события упоминаются не в том порядке, в каком они происходили, а в том, в котором Мукаддаси получил сведения о них. В этом случае сообщение о нападении русов относится к походу Святослава. А. П. Новосельцев в своей итоговой работе назвал известие о походе Владимира «труднообъяснимым» и не использовал в реконструкции событий, но в более поздней своей статье согласился с его возможностью. И. Г. Коновалова признаёт реальность похода, но считает, что его нельзя связать с сообщением Мукаддаси. По мнению В. Я. Петрухина, после вынужденного мира с булгарами Владимир вряд ли мог продолжить свой поход дальше по Волге. Сведения Мниха не обязательно отражают реальные военные предприятия Владимира, а могут приписывать ему такие же деяния, которые совершал его отец.
Другой дискуссионный вопрос связан с тем, что в русских источниках не конкретизируется, где именно находились «булгары» и «хазары», на которых ходил Владимир. Ряд исследователей полагают, что походы были направлены не на Волгу. Относительно булгарского похода существуют трактовки, что он был предпринят против дунайских или приазовских булгар. Альтернативные трактовки хазарского похода предполагают, что он был направлен на Тмутаракань (А. В. Гадло, А. Ю. Карпов) или на Дон (И. Г. Коновалова).